# Tupamaros
Movimento de Liberação Nacional - Tupamaros (MLN-T), ou simplesmente Tupamaros, foi uma organização política que atuou como grupo guerrilheiro durante a ditadura civil-militar uruguaia e que se institucionalizou com a volta da democracia, integrando a Frente Ampla. O grupo buscava agrupar as correntes políticas da esquerda uruguaia.

### Origem
As condições de trabalho nas plantações da cana do açúcar eram más levando os cortadores de cana a trabalharem 16 horas por dia e sem salários fixos. A perceção disto como exploração levará à fundação do sindicato dos cortadores de cana e o recrutamento de um estudante de direito, Raul Sendic. Este seria o início da organização de manifestações.
A repressão sobre os trabalhadores e suas organizações incluía restringir manifestações, greves, com prisões e tortura para sindicalistas e ativistas políticos. Eventualmente levaria ao início da luta armada sob o Movimento de Libertação Nacional.
O MLN-Tupamaros "lutam por uma sociedade diferente, sem exploração, sem propriedade dos meios de produção, sem privilégios... por uma sociedade socialista".  O movimento partilhava objetivos políticos com outros movimentos políticos do Uruguai, mas divergia no método considerado adequado para os atingir. No entanto, havia pontes entre os diferentes movimentos.
O nome deriva da expressão pejorativa dos espanhóis, quando da dominação da Coroa Espanhola, para os defensores da independência e tem origem no indígena peruano Túpac Amaru II, que liderou o levantamento anticolonial de 1780.

### Atividades
Apesar de ter referência nas lideranças da revolução cubana, eles não seguiam a linha de guerrilha rural, mas atuavam nos espaços urbanos. Sua atuação era chamada de “estilo Robin Hood”, pois consistiam em redistribuir a riqueza, tirando dos ricos e dando aos pobres, tal qual o personagem mítico britânico. Para tanto, assaltaram casinos e organizações ilegais ou semi-legais usadas para lavagem de dinheiro e corrupção pelos membros da Ditadura.
Em abril de 1970, uma comissão parlamentar denuncia a intensificação da tortura no Uruguai em prática há alguns meses. O semanário uruguaio Marcha publica o relatório da comissão especial de inquérito do Senado, detalhando práticas como agressões verbais e físicas, privação de água e alimentos, impedimento de utilizar instalações sanitárias, detenção em instalações com excrementos humanos, posição de pé prolongada (estátua), choques elétricos nos calcanhares e genitais, queimaduras de cigarros, tortura psicológica incluindo ameaças de violação a mulheres. Os torturados incluíam grávidas. Os testemunhos dos torturados foram confirmados por médicos, advogados de defesa e médicos legistas.
Outras atividades menos consensuais resultantes do processo de polarização incluíam o rapto de funcionários responsáveis pela repressão. Um dos mais famosos seria o de Dan Anthony Mitrione, funcionário da Agência Internacional para o Desenvolvimento norte-americana. A coberto desse disfarce era na verdade um instrutor do FBI que ensinava técnicas de tortura à polícia Uruguaia, tendo antes estado no Brasil, em Belo Horizonte e Rio de Janeiro. O jornal Clarin intitulou-o "El Maestro de La Tortura". Chegado ao Uruguai em junho de 1969,introduziu técnicas policiais mais sofisticadas, incluindo repressão de ajuntamentos da população e instrumentos de tortura como a picana elétrica. Mitrione seria sequestrado e condenado por um tribunal popular, seria executado após o governo recusar a sua troca por 150 prisioneiros políticos.
Em contraste, outro funcionário da Agência Internacional para o Desenvolvimento norte-americana, Claude Fly seria libertado por nada se concluir contra ele. O agente Moran Charquer seria acusado de torturar e seria executado. Estas atividades seriam menos compreendidas pela imprensa e opinião pública.

### Desfecho
Um esquadrão da morte criado por Dan Mitrione intitulado "Commando Caz Tupamaro" assassina vários militantes como Filipini e Nieto. Mais tarde, este esquadrão da morte estará alegadamente ligados com o grupo de ação armada fascista Juventude Uruguaia Presente (JUP).
Vários dos seus membros principais foram presos, incluindo Raul Sendic e Pepe Mujica. Ficariam detidos como reféns caso o MLN voltasse às atividades. Vários dos seus militantes fugiram da prisão, por vezes mais do que uma vez.
Com a democratização, os Tupamaros seriam libertados e integrariam os esforços de uma alternativa de esquerda.
Em 2004 a Frente Ampla ganha a eleição para presidente do Uruguai e, em 2009, um dos dirigentes dos Tupamaros, o agricultor conhecido como Pepe Mujica, foi eleito presidente do Uruguai para o mandato 2010 e 2015.